# Kaschel
Kaschel, obersorbisch Košlaⓘ, ist ein Ortsteil der ostsächsischen Gemeinde Boxberg/O.L. Es zählt zum offiziellen sorbischen Siedlungsgebiet in der Oberlausitz.

## Geographie

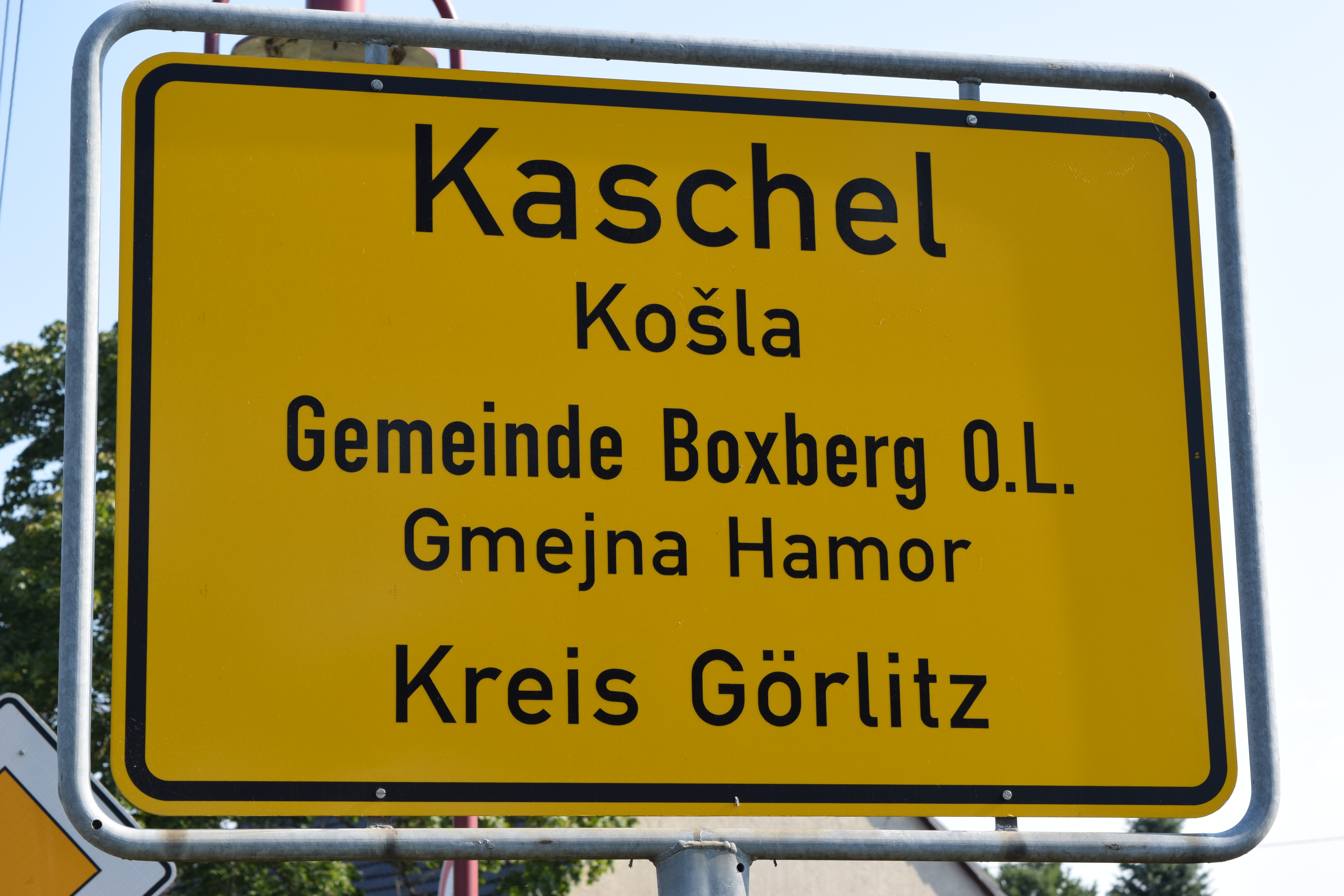
Ortstafel von Kaschel (2015)

In Form eines Zeilendorfes mit einem Rundweilerkern liegt Kaschel rund drei Kilometer südwestlich von Klitten an der Staatsstraße 121, die die Bundesstraße 156 bei Lieske mit der Bundesstraße 115 bei Niesky verbindet.
Südlich von Kaschel erstreckt sich ein ausgedehntes Waldgebiet des Biosphärenreservats Oberlausitzer Heide- und Teichlandschaft, das südwestlich von Kaschel durch Lieske, Neudorf/Spree und Halbendorf/Spree, sowie durch Dauban und Förstgen im Südosten eingegrenzt wird. Nordöstlich von Kaschel liegen Jahmen und Klitten, südöstlich Zimpel und Tauer.
Nördlich von Kaschel verläuft die Bahnstrecke Hoyerswerda–Horka, deren Bahnhof Klitten auf Jahmener Flur liegt.

## Geschichte

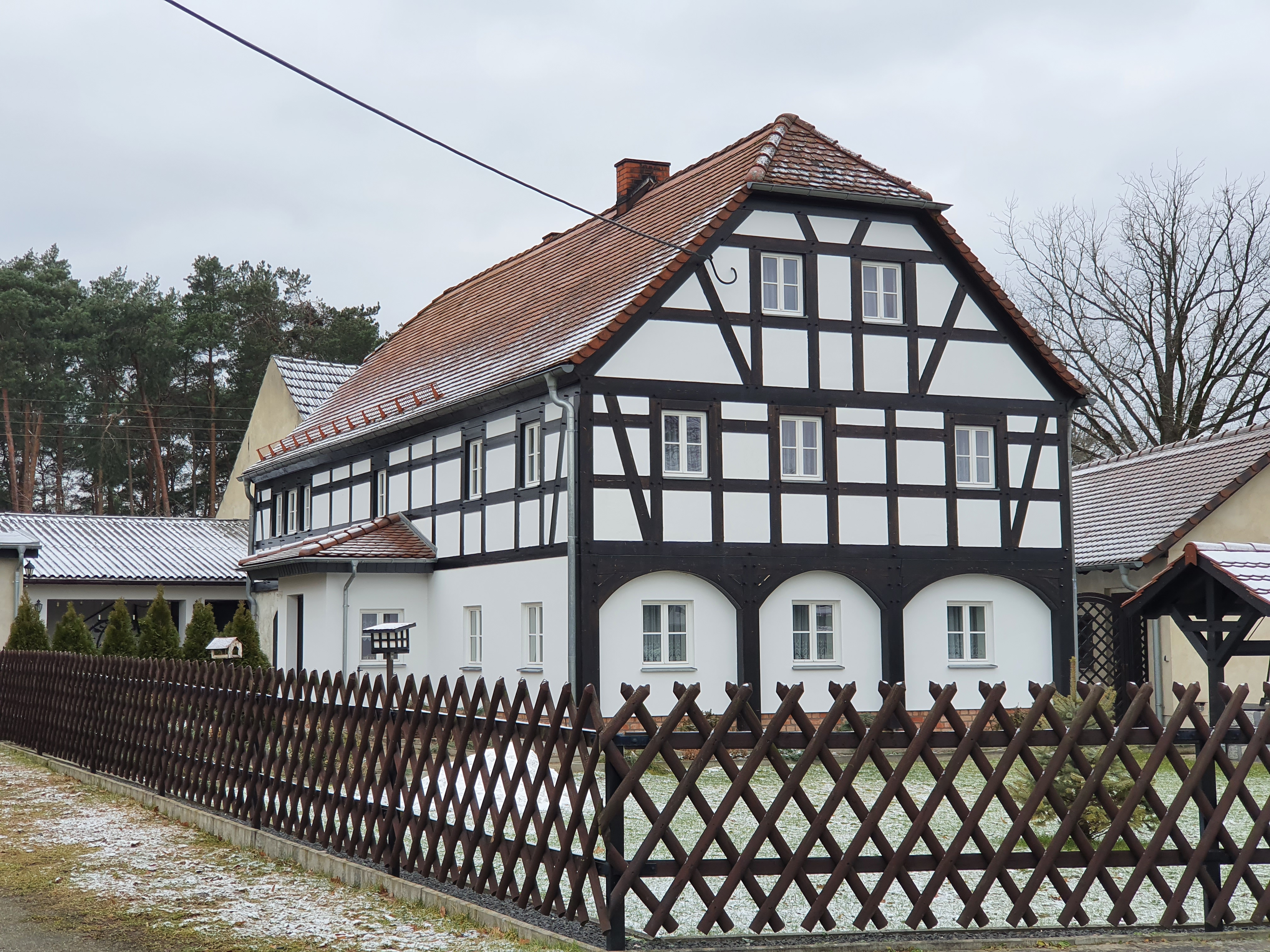
Umgebindehaus aus dem frühen 19. Jahrhundert in Kaschel

Als Koschele bie deme Cletin wird Kaschel 1419 in einem Protokoll des Görlitzer Rügegerichts erstmals urkundlich erwähnt. Spätestens seit 1555 ist Kaschel nach Klitten eingepfarrt.
Auf weltlicher Ebene ist Kaschel mit der Gutsherrschaft Jahmen sicherlich schon seit dem 16. Jahrhundert verbunden. Das Herrenhaus des Ritterguts in Kaschel wird um 1900 zu einem Schloss ausgebaut. In dieser Form besteht es bis zum Zweiten Weltkrieg, wird jedoch 1948 von deutschen Kommunisten aus ideologischen Gründen gesprengt.
Am 1. April 1938 werden im Landkreis Rothenburg (Ob. Laus.) mehrere Gemeinden zusammengelegt, unter anderem Jahmen, Kaschel und Klein-Oelsa mit Klitten.
Nach dem Zweiten Weltkrieg werden die westlich der Lausitzer Neiße liegenden Teile Schlesiens an das Land Sachsen angeschlossen. Dadurch endet die 130-jährige sächsisch-preußische Grenzziehung westlich des Ortes.
Durch den Zusammenschluss der Gemeinden Boxberg/O.L. und Klitten wird Kaschel am 1. Februar 2009 ein Ortsteil Boxbergs.

### Bevölkerungsentwicklung
| Jahr | Einwohner |
| ---- | --------- |
| 1825 | 184       |
| 1863 | 214       |
| 1871 | 208       |
| 1885 | 192       |
| 1905 | 173       |
| 1925 | 188       |
| 1999 | 158       |
| 2002 | 141       |
| 2008 | 132       |

Im Jahr 1777 wirtschaften in Kaschel 11 besessene Mann, 3 Gärtner und 9 Häusler.
Bei der ersten Bevölkerungserhebung, bei der nicht die steuerpflichtigen Wirtschaften gezählt werden, sondern jeder Einwohner als gleichwertig von Interesse ist, werden in Kaschel 184 Einwohner im Jahr 1825 gezählt. Mitte des 19. Jahrhunderts steigt die Einwohnerzahl auf über 200, fällt jedoch schon im letzten Viertel wieder unter diesen Wert, so dass 1925 gerade einmal vier Einwohner mehr als 100 Jahre zuvor in Kaschel leben.
Um die Jahrtausendwende liegt die Einwohnerzahl bei 150 mit rückläufiger Tendenz.
Noch im 19. Jahrhundert ist die Bevölkerung überwiegend sorbisch. Im Jahr 1863 sind laut amtlichen Zahlen 144 der 214 Einwohner Sorben, etwa 20 Jahre später ermittelt Arnošt Muka unter den 177 Einwohnern 171 Sorben. Dies entspricht einem 67-prozentigem sorbischen Bevölkerungsanteil im Jahr 1863 und einem 97-prozentigem Anteil im Jahr 1884. Der Sprachwechsel erfolgte überwiegend in der ersten Hälfte des 20. Jahrhunderts. So zählte Ernst Tschernik 1956 in der Gemeinde Klitten, zu der Kaschel mittlerweile gehörte, einen sorbischsprachigen Bevölkerungsanteil von nur noch 15,7 %.

### Ortsname
Varianten des deutschen Ortsnamens sind Koschele (1419), Kascher (1621), Caschel (1719) und Kaschel (1791). Der obersorbische Ortsname Košla ist mit dem sorbischen Gattungsnamen košla, košula „Hemd“ identisch, der im Tschechischen als košile, älter auch košule, angegeben wird.
Es ist unklar, ob es sich beim Namen um einen Spottnamen bezüglich der Armut der Bewohner handelt, oder ob eine Umdeutung vorliegt. Ernst Eichler weist hierbei auf die tschechischen Wörter košař „Korbmacher“ und košar „Pferch, Hürde“ hin. Pohl ist 1924 der Meinung, dass sich der Name von kosa „schiefe Lage“ ableitet, „da sich das Gelände nach Osten senkt.“